# Nathalie Sarraute
Nathalie Sarraute, nascuda Natàlia Ilínitxna Txerniak, rus: Наталья Ильинична Черняк, (18 de juliol del 1900 a Ivànovo, Imperi Rus - 19 d'octubre del 1999 a París) fou una escriptora francesa d'origen rus. Se l'ha considerada una membre destacada del moviment literari francès d'avantguarda, el nouveau roman. Autora de novel·les i d'obres de teatre.

## Biografia
Nathalie Sarraute es crià en una família de burgesia jueva. Després del divorci dels pares, Nathalie deixà Rússia per un temps i marxà a París amb la seva mare. Cada any passava un mes amb el seu pare, o a Rússia o a Suïssa. Nathalie retornà a Rússia, a Sant Petersburg, amb la seva mare i el seu nou marit, Nicolas Boretzki. El pare, però, hagué d'emigrar de Rússia a causa de les seves opinions polítiques, i anà a París. Fundà una fàbrica a Vanves.

## Obra

### Novel·la
- Tropismes (1939)
- Portrait d'un inconnu (1948)
- Martereau (1953)
- L'Ère du soupçon (1956)
- Le Planétarium (1959)
- Les Fruits d'Or (1963)
- Entre la vie et la mort (1968)
- Vous les entendez? (1972)
- "Disent les imbéciles..." (1976)
- L'Usage de la parole (1980)
- Enfance (1983)
- Tu ne t'aimes pas (1989)
- Ici (1995)
- Ouvrez (1997)

### Teatre
- Le silence (1964). [El silenci. Trad. catalana: Marta Prunés-Bosch. Lleida: Pagès, 2002, col. Teatre de butxaca, 20]
- La mensonge (1966). [La mentida. Trad. catalana: Marta Prunés-Bosch. Lleida: Pagès, 2002, col. Teatre de butxaca, 20]
- Isma (1970)
- C’est beau (1975)
- Elle est là (1978). [Ella és aquí. Trad. catalana: Marta Prunés-Bosch. Lleida: Pagès, 2002, col. Teatre de butxaca, 20]
- Pour un oui ou pour un non (1982). [Per un sí o per un no. Trad. catalana: Carme Serrallonga. Barcelona: Pòrtic, 1986, col. Teatre de repertori, 1]

## Traduccions al català

### Teatre
- El silenci. Traducció de Marta Prunés-Bosch.
- La mentida. Traducció de Marta Prunés-Bosch.
- Per un sí o per un no. Traducció de Carme Serrallonga.
- Ella és aquí. Traducció de Marta Prunés-Bosch.